# Koehlreutera
Koehlreutera là một chi rêu trong họ Funariaceae.